# Pensando em Você (álbum de Carlinhos Felix)
Pensando em Você é o sétimo álbum de estúdio do cantor cristão Carlinhos Felix, lançado em 2003 pela Franc Records. Contém a regravação de "Palácios" e "Comando de Cristo", gravadas anteriormente pelo Rebanhão.

## Antecedentes
Carlinhos Felix estava morando nos Estados Unidos, mas mesmo assim manteve sua discografia em sequência. Em 2003, no entanto, o cantor resolveu retornar ao Brasil. Nascido e criado no Rio de Janeiro, o cantor resolveu ficar definitivamente em Vila Velha, no Espírito Santo, onde permaneceu nos anos seguintes.

## Gravação
Pensando em Você foi o álbum até então mais autoral da carreira de Carlinhos Felix, que apenas gravou duas composições de Jorge Guedes. Como em quase toda a carreira do músico, duas músicas do Rebanhão foram regravadas. A diferença é que Felix regravou, desta vez, "Comando de Cristo", composição de Pedro Braconnot, Pablo Chies e Dico Parente que foi originalmente gravada e lançada em 1993, após sua saída do grupo, no álbum Enquanto É Dia.

## Lançamento e recepção
| Críticas profissionais | Críticas profissionais |
| Avaliações da crítica  | Avaliações da crítica  |
| Fonte                  | Avaliação              |
| ---------------------- | ---------------------- |
| O Propagador           | [ 4 ]                  |

Pensando em Você foi lançado em 2003 pela Franc Records em CD. A recepção da crítica foi morna. O guia discográfico do O Propagador atribuiu uma cotação de 2 estrelas de 5 para o álbum, afirmando que "voltando-se ao seu som mais tradicional, este disco de Carlinhos é pouco brilhante, além de conter regravações desnecessárias".

## Faixas
A seguir lista-se as faixas, compositores e durações de cada canção de Pensando em Você, segundo o encarte do disco.
| N.º            | Título                   | Compositor(es)                              | Duração |  |
| 1.             | "Tempo Que For"          | Carlinhos Felix                             | 3:51    |  |
| 2.             | "Hino da Vitória"        | Carlinhos Felix                             | 3:10    |  |
| 3.             | "Pensando em Você"       | Carlinhos Felix                             | 3:49    |  |
| 4.             | "No Meu Interior"        | Jorge Guedes                                | 5:05    |  |
| 5.             | "Te Amo Jesus"           | Carlinhos Felix                             | 4:06    |  |
| 6.             | "Te Dou meu Coração"     | Carlinhos Felix                             | 5:19    |  |
| 7.             | "Tu Sondas"              | Jorge Guedes                                | 4:47    |  |
| 8.             | "Palácios"               | Pedro Braconnot                             | 5:35    |  |
| 9.             | "Comando de Cristo"      | Pedro Braconnot, Pablo Chies e Dico Parente | 3:35    |  |
| 10.            | "Senhor te Quero"        | Hugo Leonardo                               | 3:02    |  |
| 11.            | "Te dou Glórias e Honra" | Carlinhos Felix                             | 3:16    |  |
| Duração total: | Duração total:           | Duração total:                              | 45:03   |  |